# Hervé Coudray
Pour les articles homonymes, voir Coudray.
Hervé Coudray, né le 24 septembre 1965 à Fougères, est un entraîneur professionnel français de basket-ball. Ayant débuté en tant que joueur amateur, il devient rapidement entraîneur de basket-ball, féminin et masculin. Il est depuis juin 2018, l'entraineur du STB Le Havre.
Il a été élu deux fois entraîneur de l'année en Ligue féminine de basket (2005 et 2012) et été sélectionneur de l'équipe nationale féminine du Mali (2010).

## Biographie
Après avoir évolué en tant que joueur dans le club de sa ville de naissance l'Avant-garde laïque de Fougères (AGL), il se destine à la carrière d'entraîneur. Il entraîne les seniors garçons de l'AGL de Fougères et connaît de grandes satisfactions en entraînant les seniors filles de l'Avenir de Rennes. Après un passage en Pro B au COB de Saint-Brieuc pendant deux saisons, il prend la direction du club de l'USO Mondeville, dans la banlieue de Caen, évoluant en Ligue féminine de basket.
Sous sa conduite, le club franchit les divisions. Il fait confiance à de jeunes joueuses, comme Caroline Kœchlin-Aubert ou Marine Johannès. Le club participe à une finale du Coupe de France en 2004. En fin de saison suivante, le club obtient sa place pour participer pour la première fois de son histoire à l'Euroligue, performance renouvelée la saison suivante.
Au Mondial 2010, il est le sélectionneur de l'équipe féminine du Mali, qui finit 15e sur 16.
En février 2013, le club annonce ne pas vouloir renouveler son contrat en fin de saison. Il est remplacé, la saison suivante, par son assistant depuis deux saisons Romain L'Hermitte. Il rebondit dans le basket masculin à Caen, club soutenu par Nicolas Batum. Le club est promu en Championnat de France de basket-ball de Nationale masculine 1 en 2015 et finit Champion de France NM2 avec des joueurs renommés comme Philippe da Silva.
Après avoir mené Caen jusqu'en Pro B, il quitte le club à l'issue de la saison 2017-2018 et s'engage avec le club voisin du STB Le Havre tout juste relégué en NM1.

## Palmarès

### Club
- Finaliste de la Coupe de France 2004
- Vice-champion de France NF1B et accession en NF1A en 1997
- Champion de France NF2 en 1994
- Montée en NM1 avec Caen en 2015
- Champion de France NM2 en 2015
- Champion de France NM1 en 2017

## Distinctions personnelles
- 2 fois Entraîneur de LFB de l’année en 2005 et 2012[6]
- premier entraîneur ayant gagné un match en championnat du monde avec le Mali
- Entraîneur de NM1 de l’année en 2017